# Poetic Justice (Kendrick Lamar)
Poetic Justice è un singolo del rapper statunitense Kendrick Lamar, pubblicato il 22 ottobre 2012 come quarto estratto dal secondo album in studio Good Kid, M.A.A.D City.

## Descrizione
Il singolo vede la partecipazione vocale del rapper canadese Drake e contiene un campionamento di Any Time, Any Place di Janet Jackson.

## Video musicale
Il video musicale, diretto da The Lil Homie, Dee.Jay.Dave e Dangeroo Kipawaa, è stato pubblicato su YouTube il 22 febbraio 2013. Nel video sono presenti cameo di Jay Rock, YG e Glasses Malone.

## Tracce
Download digitale
Testi e musiche di Kendrick Duckworth, Aubrey Graham, Elijah Molina, James Harris III, Janet Jackson, Terry Lewis.
1. Poetic Justice – 5:00

## Classifiche
| Classifica (2012-13) | Posizione massima |
| -------------------- | ----------------- |
| Belgio (Fiandre)     | 56                |
| Stati Uniti          | 26                |